# 荘内神社
荘内神社（しょうないじんじゃ）は、山形県鶴岡市の鶴岡公園内にある神社。明治期に日本各地に創建された旧藩主家の先祖を祀る神社の一つである。庄内藩主酒井家の4人の先祖を御祭神として祀っている。

## 概要
1877年（明治10年）に鶴ヶ岡城（鶴岡城）本丸跡地に旧領民の請願により創建された神社で、創建時には庄内藩主酒井家の始祖、家祖、藩祖にあたる酒井忠次（初代）、酒井家次（2代）、酒井忠勝（3代）の3人が合祀された。その後、大正期に中興の祖とされる酒井忠徳（9代）が合祀された。
鶴ヶ岡城本丸址の中央に透塀で囲んだ本社を配し、その塀の外側に拝殿と神庫を配して玉垣で囲って鳥居を設置している。さらに外構玉垣でこれらを囲い、その中に祭器庫、神鐉庫、社務所がある。また、結婚披露宴・各種宴会・講演会・各種展示会などに使用される参集殿を併設している。
1998年（平成10年）には創建120年を記念して宝物殿が建てられた。宝物殿には酒井家より奉納された歴代藩主ゆかりの宝物や、旧家などから奉納された御雛様、五月人形、絵馬、屏風、等の約2000点が展示されている。
鶴岡公園内には荘内神社のほか、鶴岡護国神社や御城稲荷神社がある。鶴岡護国神社は酒井家13代藩主酒井忠篤が明治28年（1895年）に創建した神社で、江戸時代に造営された酒井家の御霊屋を移築して拝殿としている。
鶴岡公園内には、桜の木が多く植えられており、春になると多くの花見客で賑わう。毎年8月には、荘内神社のお祭である「荘内大祭」があり、市民が江戸時代の服を着て町中をねりあるく大名行列が行われる。年末年始の初詣には、主に酒井家に縁のある人々や、神社周辺の地元住民の参拝者が多く訪れる。
2025年（令和7年）7月7日には境内に「神社カフェ かたばみ」がオープンすることになった。

## 歴史
鶴岡では廃藩置県後に旧藩主家だった酒井家が東京に移住し、1875年（明治8年）秋には鶴ヶ岡城（鶴岡城）の解体も決定した。そこで旧庄内領民を代表する鶴岡県内6大区の総戸長が、鶴ヶ岡城址に一社を建立し、酒井氏の酒井家の始祖、家祖、藩祖の3代を合祀して、県社とすることを県に請願した。
鶴岡県令で旧薩摩藩士であった三島通庸の斡旋により教部省から許可され、11月14日には県社列格の指令が出された。1876年（明治9年）には本丸跡900坪が払い下げられることが決定し、4月から社殿造営のための寄付金の募集が行われた。
社殿の建築にあたった棟梁は、当地方の寺社建築や洋風建築を数多く手がけた高橋兼吉である。
1877年（明治10年）5月25日に地鎮祭、9月15日に上棟式が挙行され、神社は9月末に完成した。そして10月4日から3日間にわたり祭典が開催された。
1924年（大正13年）、酒井氏中興の祖とされる9代忠徳の合祀願が許可され、8月15日に合祀祭が行われた。

## 祭神
荘内藩主酒井家
- 初代 酒井忠次
- 2代 酒井家次
- 3代 酒井忠勝
- 9代 酒井忠徳

## 御利益
- 開運招福
- 家内和合
- 産業繁栄

## 交通・アクセス
- JR羽越本線「鶴岡駅」から庄内交通のバスで約5分「鶴岡市役所」下車